# アルフレード・カタラーニ
アルフレード・カタラーニ（Alfredo Catalani, 1854年6月19日 - 1893年8月7日）は、イタリアのオペラ作曲家。
ルッカの名門音楽家の家系に生まれる。バーリ音楽院とミラノ音楽院に学んだ。今ではヴェルディと同郷のプッチーニの名声の陰に隠れてしまったが、《ラ・ワリー》と《ローレライ》の2つの名作オペラを遺している。ワーグナーに傾倒した最初のイタリア人オペラ作曲家とされる。1893年に旅先で若くして急死し、ミラノに埋葬された。

## 主要作品
歌劇
- ローレライ
- ラ・ワリー
- エドメア

管弦楽作品
- 交響曲
- 「朝」、ロマンチック・シンフォニー

- 交響詩「エロとレアンデロ」